# Laure Daussy
Laure Daussy est une journaliste française. Elle est actuellement journaliste d’investigation et reporter à Charlie hebdo.

## Biographie

### Formation
Laure Daussy est diplômée du Centre de formation des journalistes en 2007, après avoir obtenu une maitrise d’histoire à l’université d'Angers[réf. souhaitée].

### Carrière
Laure Daussy commence sa carrière en 2007, comme pigiste en régions pour France 3, puis de 2008 à 2010 au Figaro où elle traite de sujets de société. Elle collabore au magazine Geo, où elle travaille notamment sur un dossier spécial consacré à la Nouvelle-Calédonie.
De 2010 à 2014, elle est journaliste pour le site de décryptage médias Arrêt sur images. Elle y effectue des enquêtes sur le traitement de l’actualité par les médias, et co-anime les émissions diffusées sur le site et ce jusqu'à son licenciement qu'elle conteste devant les prud'hommes, qui lui ont donné gain de cause.
De 2015 à 2017, elle travaille en tant que reporter télé pour l’émission La Nouvelle Édition sur Canal + puis sur C8, où elle suit notamment l’élection présidentielle en tant que journaliste politique. En 2018, elle est chroniqueuse dans l’émission 28 minutes sur Arte. Elle collabore également au magazine littéraire Ernest Mag ainsi qu’au Nouveau Magazine littéraire.
À partir de 2015, elle commence en parallèle à travailler en tant que pigiste pour Charlie Hebdo, avant d’être intégrée dans la rédaction en juillet 2019. Elle est spécialisée sur les questions de société, de laïcité, de féminisme, de liberté d’expression. Elle effectue aussi des grands reportages à l’étranger, consacré par exemple aux athées en Tunisie ou au mouvement pour l’IVG en Pologne.
Elle est invitée, aux côtés de Riss, directeur de la rédaction, de Gérard Biard, rédacteur en chef et de Inna Chevtchenko, militante Femen et collaboratrice du journal, dans l'émission Les Informés sur France info, consacrée à la commémoration des cinq ans des attentats du 7 janvier 2015.
Elle traite régulièrement des questions autour du féminisme au sein de Charlie Hebdo, où elle défend une ligne proche du féminisme universaliste. Elle a consacré notamment une enquête à la remise en cause de la laïcité au sein du Planning familial, qui a conduit la secrétaire d’État chargée de l'égalité entre les femmes et les hommes Marlène Schiappa à interpeller le Planning sur cette question. La journaliste se fondait notamment sur la synthèse qui était soumise au vote lors du congrès de 2019,. À l'issue de ce vote, et à la suite d'une mobilisation médiatique, le mot laïcité a finalement été plébiscité. Selon Véronique Sehier, co-présidente du Planning, les faits tirés de l’enquête de Marianne puis repris par Marlène Shiappa reposent sur des citations tronquées ou de simples documents internes préparatoires.
En septembre 2020, dans le contexte des procès sur les attentats de janvier 2015, qui ont fait 12 victimes au sein de la rédaction, elle voit brièvement son compte Instagram bloqué après avoir repartagé la Une de Charlie hebdo « Tout ça pour ça » sur les caricatures de Mahomet,.
Plusieurs des articles de Laure Daussy figurent dans une anthologie intitulée Charlie libère les femmes, aux côtés des textes de Caroline Fourest, Agathe André ou Sylvie Caster.
En 2023, elle publie La réputation, enquête sur la fabrique des « filles faciles », aux éditions Les Échappés. Il s’agit d’une enquête d’un an à Creil, sur l’histoire de Shaïna Hansye, et au-delà, sur les violences vécues par les adolescentes à Creil et dans les quartiers populaires,,. Cet ouvrage a fait partie des dix sélectionnés, puis des quatre finalistes du prix du livre du journalisme 2024 organisé par l'association Journalisme et citoyenneté dans le cadre des Assises du Journalisme,. Le livre a également été nommé pour le prix Etudiant du livre politique - LCP.

## Affaires judiciaires

### ÉcoleValeur et réussitede Valence
En juillet 2022, Laure Daussy publie dans Charlie Hebdo un article sur l’école privée musulmane « Valeur et réussite » située à Valence, la décrivant comme « proche des Frères musulmans » et appliquant des méthodes éducatives extrêmement conservatrices. En octobre 2022, David Perrotin effectue une contre-enquête dans Mediapart, où il pointe un grand nombre d'erreurs et d'exemples de mauvaise foi dans cet article. Laure Daussy répond avec des arguments complémentaires le 14 octobre. La polémique aboutit à remettre en cause un projet immobilier de l'école avec la ville de Valence.
L'école attaque alors Laure Daussy et Charlie Hebdo pour diffamation auprès du tribunal correctionnel de Valence. Le 21 décembre 2023, l'hebdomadaire est condamné  à 3 000 € au titre du préjudice moral, 2 000 € pour les frais de procédure et à la publication d'un communiqué indiquant sa condamnation. Laure Daussy écope de 3 000 € d'amende avec sursis pour complicité de diffamation.
En avril 2024, le journal satirique ainsi que Laure Daussy ont été relaxés par la cour d’appel de Grenoble. Celle-ci a estimé qu’« aucun des propos poursuivis n’est diffamatoire ». La partie plaignante a quant à elle annoncé qu’elle allait se pourvoir en cassation.

## Publications
- La réputation : enquête sur la fabrique des « filles faciles », Paris, Les Échappés, coll. « Essais, récits, témoignages », 2023, 224 p. (ISBN 978-2-35766-198-1)[16],[17],[30].